# 流水镇 (长岭县)
流水镇，是中华人民共和国吉林省松原市长岭县下辖的一个乡镇级行政单位。

## 行政区划
流水镇下辖以下地区：
流水村、粮窝村、后太阳村、中兴村、碱草村、爱国村、小青村、前太阳村、四间房村、西金宝村、双龙村、大龙村和长坨子村。